# Salts al Campionat del Món de natació de 2017 – 3 metres trampolí masculí
La prova de 3 metres trampolí masculí al Campionat del món de 2017 es va celebrar els dies 19 i 20 de juliol de 2017. En un final sorpresa, els tres primers homes de les semifinals no van aconseguir arribar al podi.

## Resultats
La ronda preliminar es va iniciar el 19 de juliol a les 10:00. Les semifinals es van celebrar el 19 de juliol a les 15:30. La final es va celebrar el dia 20 de juliol a les 18:30.
Verd denota finalistes
Blau denota semifinalistes
| Posició | Saltador              | Nacionalitat  | Preliminar | Preliminar | Semifinal     | Semifinal     | Final         | Final         |
| Posició | Saltador              | Nacionalitat  | Punts      | Posició    | Punts         | Posició       | Punts         | Posició       |
| ------- | --------------------- | ------------- | ---------- | ---------- | ------------- | ------------- | ------------- | ------------- |
| 1       | Xie Siyi              | Xina          | 512.90     | 1          | 476.50        | 4             | 547.10        | 1             |
| 2       | Patrick Hausding      | Alemanya      | 447.40     | 5          | 471.70        | 5             | 526.15        | 2             |
| 3       | Ilya Zakharov         | Rússia        | 502.30     | 2          | 471.30        | 6             | 505.90        | 3             |
| 4       | Rommel Pacheco        | Mèxic         | 431.75     | 10         | 478.90        | 3             | 501.60        | 4             |
| 5       | Jack Laugher          | Regne Unit    | 477.85     | 3          | 498.75        | 2             | 500.65        | 5             |
| 6       | Jahir Ocampo          | Mèxic         | 444.95     | 7          | 427.15        | 11            | 487.15        | 6             |
| 7       | Oleh Kolodiy          | Ucraïna       | 418.70     | 14         | 409.95        | 12            | 470.00        | 7             |
| 8       | Evgeny Kuznetsov      | Rússia        | 423.85     | 12         | 464.75        | 7             | 458.70        | 8             |
| 9       | James Connor          | Austràlia     | 431.90     | 9          | 462.30        | 8             | 453.80        | 9             |
| 10      | Cao Yuan              | Xina          | 452.65     | 4          | 517.45        | 1             | 453.70        | 10            |
| 11      | Ross Haslam           | Regne Unit    | 425.70     | 11         | 433.00        | 10            | 452.90        | 11            |
| 12      | Matthieu Rosset       | França        | 442.35     | 8          | 443.55        | 9             | 435.70        | 12            |
| 13      | Sho Sakai             | Japó          | 445.65     | 6          | 407.80        | 13            | No avançava   | No avançava   |
| 14      | Guillaume Dutoit      | Suïssa        | 407.10     | 18         | 405.95        | 14            | No avançava   | No avançava   |
| 15      | Illya Kvasha          | Ucraïna       | 416.30     | 15         | 405.60        | 15            | No avançava   | No avançava   |
| 16      | Constantin Blaha      | Àustria       | 398.05     | 19         | 401.90        | 16            | No avançava   | No avançava   |
| 17      | Philippe Gagne        | Canadà        | 410.25     | 16         | 396.90        | 17            | No avançava   | No avançava   |
| 18      | Steele Johnson        | Estats Units  | 409.65     | 17         | 394.55        | 18            | No avançava   | No avançava   |
| 19      | Woo Ha-ram            | Corea del Sud | 420.10     | 13         | Did not start | Did not start | Did not start | Did not start |
| 20      | Michael Hixon         | Estats Units  | 397.45     | 20         | No avançava   | No avançava   | No avançava   | No avançava   |
| 21      | Sebastián Villa       | Colòmbia      | 395.40     | 21         | No avançava   | No avançava   | No avançava   | No avançava   |
| 22      | Nicolás García        | Espanya       | 390.80     | 22         | No avançava   | No avançava   | No avançava   | No avançava   |
| 23      | Kim Yeong-nam         | Corea del Sud | 388.70     | 23         | No avançava   | No avançava   | No avançava   | No avançava   |
| 24      | Giovanni Tocci        | Itàlia        | 388.05     | 24         | No avançava   | No avançava   | No avançava   | No avançava   |
| 25      | Rafael Quintero       | Puerto Rico   | 386.70     | 25         | No avançava   | No avançava   | No avançava   | No avançava   |
| 26      | Ooi Tze Liang         | Malàisia      | 385.92     | 26         | No avançava   | No avançava   | No avançava   | No avançava   |
| 27      | Stephan Feck          | Alemanya      | 385.45     | 27         | No avançava   | No avançava   | No avançava   | No avançava   |
| 28      | François Imbeau-Dulac | Canadà        | 385.30     | 28         | No avançava   | No avançava   | No avançava   | No avançava   |
| 29      | Yona Knight-Wisdom    | Jamaica       | 385.00     | 29         | No avançava   | No avançava   | No avançava   | No avançava   |
| 30      | Sebastián Morales     | Colòmbia      | 383.90     | 30         | No avançava   | No avançava   | No avançava   | No avançava   |
| 31      | Kevin Chávez          | Austràlia     | 382.85     | 31         | No avançava   | No avançava   | No avançava   | No avançava   |
| 32      | Alberto Arevalo       | Espanya       | 372.45     | 32         | No avançava   | No avançava   | No avançava   | No avançava   |
| 33      | Oliver Dingley        | Irlanda       | 369.75     | 33         | No avançava   | No avançava   | No avançava   | No avançava   |
| 34      | Andrzej Rzeszutek     | Polònia       | 366.75     | 34         | No avançava   | No avançava   | No avançava   | No avançava   |
| 35      | Jouni Kallunki        | Finlàndia     | 364.55     | 35         | No avançava   | No avançava   | No avançava   | No avançava   |
| 36      | Mikita Tkachou        | Belarús       | 355.00     | 36         | No avançava   | No avançava   | No avançava   | No avançava   |
| 37      | Ian Matos             | Brasil        | 338.65     | 37         | No avançava   | No avançava   | No avançava   | No avançava   |
| 38      | Joey van Etten        | Països Baixos | 335.10     | 38         | No avançava   | No avançava   | No avançava   | No avançava   |
| 39      | Yauheni Karaliou      | Belarús       | 328.05     | 39         | No avançava   | No avançava   | No avançava   | No avançava   |
| 40      | Timothy Lee           | Singapur      | 325.65     | 40         | No avançava   | No avançava   | No avançava   | No avançava   |
| 41      | Jonathan Suckow       | Suïssa        | 325.40     | 41         | No avançava   | No avançava   | No avançava   | No avançava   |
| 42      | Jesús Liranzo         | Veneçuela     | 320.80     | 42         | No avançava   | No avançava   | No avançava   | No avançava   |
| 43      | Liam Stone            | Nova Zelanda  | 316.60     | 43         | No avançava   | No avançava   | No avançava   | No avançava   |
| 44      | Ahmad Azman           | Malàisia      | 311.15     | 44         | No avançava   | No avançava   | No avançava   | No avançava   |
| 45      | Lee Mark Han Ming     | Singapur      | 295.65     | 45         | No avançava   | No avançava   | No avançava   | No avançava   |
| 46      | Ammar Hassan          | Egipte        | 293.70     | 46         | No avançava   | No avançava   | No avançava   | No avançava   |
| 47      | Youssef Ezzat         | Egipte        | 293.35     | 47         | No avançava   | No avançava   | No avançava   | No avançava   |
| 48      | Arturo Valdes         | Cuba          | 287.40     | 48         | No avançava   | No avançava   | No avançava   | No avançava   |
| 49      | Diego Carquin         | Xile          | 285.00     | 49         | No avançava   | No avançava   | No avançava   | No avançava   |
| 50      | Adriano Cristofori    | Itàlia        | 284.85     | 50         | No avançava   | No avançava   | No avançava   | No avançava   |
| 51      | Botond Bóta           | Hongria       | 282.20     | 51         | No avançava   | No avançava   | No avançava   | No avançava   |
| 52      | Sandro Melikidze      | Geòrgia       | 281.00     | 52         | No avançava   | No avançava   | No avançava   | No avançava   |
| 53      | Carlos Escalona       | Cuba          | 265.25     | 53         | No avançava   | No avançava   | No avançava   | No avançava   |
| 54      | Abel Ligart           | Hongria       | 249.10     | 54         | No avançava   | No avançava   | No avançava   | No avançava   |
| 55      | Donato Neglia         | Xile          | 189.35     | 55         | No avançava   | No avançava   | No avançava   | No avançava   |
| 56      | Doston Botirov        | Uzbekistan    | 49.50      | 56         | No avançava   | No avançava   | No avançava   | No avançava   |